# Tutti insieme
 Tutti insieme è stato un programma televisivo italiano trasmesso da Secondo Canale il 23 settembre 1971.

## La trasmissione
La trasmissione venne ideata da Mogol e Lucio Battisti ed era con molti artisti della casa discografica Numero Uno fondata proprio da Mogol insieme a suo padre Mariano e dal produttore Alessandro Colombini. L'artista di punta della serata era Lucio Battisti e gran parte delle canzoni dei cantanti della serata erano state scritte da Battisti e Mogol, la serata venne registrata il 31 luglio 1971. Gli artisti presenti furono in ordine di apparizione:
| Interprete                                                                | Brano                        | Autori                 |
| ------------------------------------------------------------------------- | ---------------------------- | ---------------------- |
| Tutti insieme                                                             | Let the Sunshine In          | J. Rado e G.Ragni      |
| Dik Dik                                                                   | Vendo Casa                   | L.Battisti e Mogol     |
| Flora Fauna Cemento                                                       | Un papavero                  | L.Battisti e Mogol     |
| John Kongos                                                               | He's Gonna Step On You Again | J.Kongos e C.Demetriou |
| Premiata Forneria Marconi                                                 | La carrozza di Hans          | F.Mussida e M.Pagani   |
| Lucio Battisti                                                            | E penso a te                 | Mogol                  |
| Lally Stott                                                               | Jakaranda                    | L.Stott                |
| Mia Martini                                                               | Padre davvero                | A. De Sanctis          |
| Adriano Pappalardo                                                        | Una donna                    | Mogol                  |
| Lucio Battisti, Tony Cicco, Franz Di Cioccio, Sergio Panno e Sergio Poggi | Assolo di batteria           |                        |
| Bruno Lauzi                                                               | Amore caro, amore bello      | Mogol                  |
| Formula 3                                                                 | Eppur mi sono scordato di te | L.Battisti e Mogol     |
| Lucio Battisti                                                            | Pensieri e parole            | L.Battisti e Mogol     |
| Tutti insieme                                                             | Proud Mary                   | J.Fogerty              |